# 코트부서 토어역
코트부서 토어역(U-Bahnhof Kottbusser Tor)은 베를린 프리드리히스하인크로이츠베르크구 크로이츠베르크에 있는 U1, U3, U8의 역이다. 과거 이 역 자리에는 1860년대까지 존재했던 베를린 관세벽(Akzisemauer)의 코트부스 문(Kottbusser Tor)이 설치되어 있었다.

## 역사
1902년 2월 15일 광장 동쪽에 고가 철도역이 개업했고, 개업 당시 역명은 Kottbuser Thor였다. 개업 당시에는 상대식 승강장이 설치되어 있었고, B선의 일부로 간주되었다. 1928년 2월 12일 GN선(D선, U8)의 지하역 개업 준비를 위하여 1927년부터 광장 바로 위쪽인 현재의 위치에 새로운 고가역이 건설되었고 1929년 8월 4일 영업을 시작했다. 역 동쪽으로는 단선 인상선이 설치되어 있으며, 베를린 장벽이 있었을 때에는 출퇴근 시간대에 테오도어호이스플라츠역에서 온 열차의 종착역으로도 사용되었다.
제2차 세계 대전 당시 연합군의 베를린 폭격으로 1940년 8월 29일 지하역 위에 폭탄이 떨어졌으나, 불발탄이었기 때문에 피해는 크지 않았다.

## 시설
원래의 노선 계획은 이 일대에서 코트부서 슈트라세(Kottbusser Straße)에서 드레스데너 슈트라세(Dresdener Straße) 방면으로 직진하는 것이었으나, 라이헨베르거 슈트라세(Reichenberger Straße) 방면으로 북서쪽으로 회전하는 것으로 노선이 변경되었다. 이 과정에서 승강장 끝에서 올라오는 출입구 이외에도, 승강장 끝으로 향하지 않는 출입구 4곳은 중간층으로 이어진 다음 대합실로 이어지도록 설치되었다.
현재의 고가역 승강장은 길이 110 m, 폭 11 m인 섬식 승강장이다. 고가역 건설 당시 열차 운행을 중단하지 않고 건설되었다. 교각간의 거리는 건설 당시에는 길었던 52.5 m였다. 노선상의 다른 역과는 다르게 선하역사 건설 시 먼 교각 거리 때문에 실리콘 강철(St. Si)을 사용했다. 고가역 승강장 양쪽 끝에는 지상으로 이어지는 출구가 있고, 이와 별개로 승강장 앞쪽에서 중간층으로 이어지는 계단과 에스컬레이터가 있다.
지상역과 지하역의 고도 차이는 13.8 m이며, 엘리베이터가 설치되어 있다. 역 개보수공사가 2010년대부터 계획되어 있으나 실현되지는 않았다.

## 인접 철도역
베를린 버스 140번과 환승할 수 있다.
| 베를린 지하철 1호선                | 베를린 지하철 1호선 | 베를린 지하철 1호선                 |
| ---------------------------------- | ------------------- | ----------------------------------- |
| 프린첸슈트라세 울란트슈트라세 방면 | U1                  | 괴를리츠역 바르샤우어 슈트라세 방면 |
| 베를린 지하철 3호선                |                     |                                     |
| 프린첸슈트라세 크루메 랑케 방면    | U3                  | 괴를리츠역 바르샤우어 슈트라세 방면 |
| 베를린 지하철 8호선                |                     |                                     |
| 쇤라인슈트라세 헤르만슈트라세 방면 | U8                  | 모리츠플라츠 비테나우 방면          |